# Gorbonok vára
Gorbonok vára (horvátul: Utvrda Grabovnik) egy középkori várhely Horvátországban, a Kapronca-Kőrös megyei Gorbonok (Kloštar Podravski) település területén. 

## Fekvése
Gorbonok plébániatemplomától mintegy 500 méterre, a Podravske Sesvete felé menő út mentén, a ma Pridvorjének nevezett helyen állt.

## Története
Vannak olyan történészek (Paškal Cvekan), akik szerint egy 1263-ból származó dokumentum alapján megállapítható, hogy Gorbonokon („de Korbonuk”) már egy erődített uradalmi központ állt, mely egyúttal az akkori birtokos székhelye is volt. Erre azonban egyértelmű bizonyíték nincs. Az itteni vár minden kétséget kizáró első írásos említése 1487-ből származik, amikor Dombai Ferenc elzálogosítja a gorbonoki várkastély felét Gudovaci Péternek. Megjegyzendő, hogy már 1461-ben Gorbonokon állítottak ki egy oklevelet Dombai Miklós nándorfehérvári kapitány, Erdélyi András gorbonoki várnagy és Tompa Pál betovci plébános. Ez alapján közvetett bizonyíték van az itteni vár 1461-es létezésére. A várat valószínűleg az egymással rokoni kapcsolatban álló Gorbonoki és Dombai családok építtették még a 15. század első felében. A két család közös birtoklását támasztja alá két 1494-ben kelt oklevél is, amikor Gorbonoki István és Egervári László tárnokmester jelentek meg a csázmai káptalan előtt és kölcsönös örökösödési szerződést kötöttek egymással magtalan haláluk esetére. 1495 februárjában erősséget az Újlaki Lőrinc és szövetségesei ellen vezetett hadjárat idején a királyi hadak megostromolták. Ezután egy ideig királyi birtok volt, majd 1501-ben Geréb Péter kapott rá királyi adományt. 1504-ben meghalt a Dombai Dávid a Dombai család utolsó férfitagja. 1506-ban az akkori birtokosok Gorbonoki István és Bornemissza János birtokostársul fogadták Batthyány Boldizsárt. 1509-ben Perényi Imre foglalta el Gorbonokot. 1512-ben Ulászló király elvett váraiért kárpótlásul Beriszló Bertalan vránai perjel unokaöccsének, Tahy Jánosnak adta Gorbonoki István és néhai Dombai Dávid Körös megyei birtokrészeit, így Gorbonokot is.
A várnak különösen a mohácsi csata utáni időszakban nőtt meg a jelentősége, mert Tahy János, aki Szapolyai János híve volt gyakran tartózkodott itt. Ugyanakkor a Gorbonoktól nyugatra fekvő területek többnyire Habsburg Ferdinánd király támogatói kezében voltak. Alig rendeződtek a polgárháborús viszályok ismét megnőtt a török fenyegetés. Tahy Ferenc 1538-ban azt írja a Drávamente ezen részének állapotáról, hogy az összes birtok megsemmisült és az elhagyatott területen csak a várak és a nemesi kastélyok állnak. 1540 körül összeállították a határon található erődítmények listáját, melyek között Gorbonok is szerepel azzal a javaslattal, hogy őrségét 25 katonával kell megerősíteni, mely egyúttal azt is jelentette, hogy a birtokos nem tudja fedezni a vár védelmi költségeit. A vár 1552-ig, Verőce török elfoglalásáig maradt Habsburg kézen, ekkor azonban őrsége attól való félelmében, hogy Ulama pasa serege nyugatra nyomul tovább elmenekült. 
Brodarics Ferenc a várat a plébániatemplomtól 1 km-re északra fekvő Gradina nevű erősségként írja le. A mocsár közepén fekvő kiemelkedésen álló vár hatszög alaprajzú volt. A mocsáron át egy hosszú hídon lehetett megközelíteni. A bejárati kaput egy torony védte, melyből addigra a Predvorje helynéven kívül csak néhány építőanyagmaradvány maradt. Az erőd maradványaiból Podravske Sesvete településen templomot építettek. 
Némileg másként írja le a várat Zvonko Lovrenčić, aki szerint a vár a templomtól 4-500 méterre északkeletre állt. Szerinte az eredeti kerek erősséget négyszögletessé építették át. Szerző feltételezi, hogy az átépítés a 16. század első felében történt. Az írás ideje előtt 50 évvel a falak még másfél méteres magasságban álltak, de az írás idejére az építőanyagot már elvitték erről a helyről. 